# Кучук-Памаш
Кучу́к-Пама́ш (рос. Кучук-Памаш, марій. Изи Маршан почиҥга) — присілок у складі Моркинського району Марій Ел, Росія. Входить до складу Себеусадського сільського поселення.
Стара назва — Кучук-Помаш.

## Населення
Населення — 3 особи (2010; 6 у 2002).
Національний склад (станом на 2002 рік):
- марі — 100 %